# Остров Крузенштерна
О́стров Крузенште́рна (англ. Little Diomede, переводится «Малый Диомид», эскимосское название — Ингалик, или Игналук (инуитск. Iŋaliq, Ignaluk) — «противоположный»)) — восточный остров островов Диомида в центре Берингова пролива. Принадлежит США, штат Аляска. Площадь острова составляет 7,3 км². Назван в честь И. Ф. Крузенштерна.
Первыми известными людьми, посетившими остров, были члены экспедиции С. И. Дежнёва (1648 год).
На острове находится посёлок Диомид. В целях переписи он включён в зону переписи Ном. По переписи 2010 года население острова составляло 110 человек, из них 95,70 % — коренные жители Аляски или американские индейцы.
В 3,7 км от острова расположен бо́льший остров, остров Ратманова (Имаклик — «окружённый водой»), принадлежащий России. Остров назван в честь участника первого российского кругосветного плавания под руководством Крузенштерна — М. И. Ратманова, который был старшим офицером на бриге «Надежда». От острова Ратманова до побережья Чукотки 35,68 км.
Посередине пролива между островами проходит государственная морская граница России и США, а также линия перемены дат.

## Перебежчики
Помимо своего географического расположения, остров примечателен также и тем, что в среднем два раза в год, а это, как правило, в весенний период (до таяния льдов), фиксировались попытки граждан СССР и США пересечь границу с расчётом на то, что между государствами отсутствует международно-правовые соглашения об экстрадиции беглых преступников. Несмотря на то, что таковой договор был заключён США с царским правительством, в СССР договор не действовал, так как советское правительство не признавало обязательств царского периода. До настоящего времени новый договор между США и РФ по-прежнему не заключён.
США → СССР
Перебежчиками из США, как правило, являются лица скрывающиеся от уголовного преследования, совершившие побег из мест лишения свободы или уклоняющиеся от явки в суд. Первым беглецом, личность которого была позже установлена, был Сесил Стоунер (Cecil A. Stoner) ранее освобождённый под подписку о невыезде, которому удалось ночью достичь советского берега (острова Ратманова) на резиновой лодке.
СССР → США
Периодически происходили случаи бегства из СССР в США. Однако советские органы власти провели ряд мероприятий по усилению режима пограничного контроля и охраны государственной границы от попыток бегства граждан за рубеж и от встречных попыток проникновения иностранных элементов с миссионерскими целями и другими подобными намерениями, которые приравнивались советской властью к идеологическим диверсиям и вредоносной враждебной пропаганде (указанные меры по укреплению бдительности имели место в 1936—1938 гг. после расследования деятельности иезуитского миссионера Тома Каннингема, который проповедовал христианские идеи среди советских граждан).

## Линия перемены дат
Несмотря на то, что между островами проходит линия перемены даты, разница между ними составляет не 24 часа, а 21, а с марта по ноябрь, когда в США используется летнее время — 20 часов. Это объясняется тем, что на острове Ратманова используется камчатское время (UTC+12), а на острове Крузенштерна — аляскинское (зимой UTC-9, летом UTC-8). Фактическое астрономическое время на обоих островах наиболее близко к UTC-11.